# Coupe du monde de luge 2023-2024
Navigation
Édition précédente Édition suivante
La coupe du monde de luge 2023-2024 est la 46e édition de la Coupe du monde de luge, compétition de luge organisée annuellement par la Fédération internationale de luge.
Elle se déroule entre le 7 décembre 2023 et le 3 mars 2024 sur 9 étapes organisées en Europe et en Amérique du Nord.
En raison de l'Invasion de l'Ukraine par la Russie en 2022, les athlètes russes et biélorusses sont pour une seconde année consécutive interdits de compétition pour toute la saison.

## Programme de la saison
Lors de ces 9 week-end de compétition sur 7 sites, une épreuve individuelle masculine, une épreuve individuelle féminine, une épreuve en double masculine et une épreuve en double féminine sont organisées. Pour compléter ces épreuves viennent s'ajouter soit des épreuves sprints organisés dans ces mêmes catégories sur une seule manche, soit un relais par nation composé de ces quatre épreuves.

## Attribution des points
Les manches de Coupe du monde donnent lieu à l'attribution de points, dont le total détermine le classement général de la Coupe du monde.
Ces points sont attribués selon cette répartition :
| Place  | 1   | 2  | 3  | 4  | 5  | 6  | 7  | 8  | 9  | 10 | 11 | 12 | 13 | 14 | 15 | 16 | 17 | 18 | 19 | 20 | 21 | 22 | 23 | 24 | 25 | 26 | 27 | 28 | 29 |
| ------ | --- | -- | -- | -- | -- | -- | -- | -- | -- | -- | -- | -- | -- | -- | -- | -- | -- | -- | -- | -- | -- | -- | -- | -- | -- | -- | -- | -- | -- |
| Points | 100 | 85 | 70 | 60 | 55 | 50 | 46 | 42 | 39 | 36 | 34 | 32 | 30 | 28 | 26 | 25 | 24 | 23 | 22 | 21 | 20 | 19 | 18 | 17 | 16 | 15 | 14 | 13 | 12 |

## Tableau d'honneur
| Discipline | Homme         | Femme         | Doubles hommes             | Doubles femmes                        |
| ---------- | ------------- | ------------- | -------------------------- | ------------------------------------- |
| Général ,  | Max Langenhan | Julia Taubitz | Thomas Steu Wolfgang Kindl | Andrea Vötter Marion Oberhofer        |
| Classique  | Max Langenhan | Julia Taubitz | Thomas Steu Wolfgang Kindl | Jessica Degenhardt Cheyenne Rosenthal |
| Sprint     | Max Langenhan | Julia Taubitz | Mārtiņš Bots Roberts Plūme | Selina Egle Lara Kipp                 |
| Relais     | Allemagne     | Allemagne     | Allemagne                  | Allemagne                             |

## Classements généraux[6]
| Rang | Nom               | Points |
| ---- | ----------------- | ------ |
| 1    | Max Langenhan     | 970    |
| 2    | Kristers Aparjods | 841    |
| 3    | Felix Loch        | 765    |
| 4    | Jonas Müller      | 723    |
| 5    | Nico Gleirscher   | 655    |

| Rang | Nom               | Points |
| ---- | ----------------- | ------ |
| 1    | Julia Taubitz     | 1034   |
| 2    | Anna Berreiter    | 791    |
| 3    | Madeleine Egle    | 742    |
| 4    | Elīna Ieva Vītola | 622    |
| 5    | Lisa Schulte      | 616    |

| Rang | Nom                 | Points |
| ---- | ------------------- | ------ |
| 1    | Steu / Kindl        | 966    |
| 2    | Wendl / Arlt        | 885    |
| 3    | Bots / Plūme        | 876    |
| 4    | Orlamünder / Gubitz | 736    |
| 5    | Gatt / Schöpf       | 701    |

| Rang | Nom                    | Points |
| ---- | ---------------------- | ------ |
| 1    | Vötter / Oberhofer     | 955    |
| 2    | Degenhardt / Rosenthal | 895    |
| 3    | Eitberger / Schirmer   | 886    |
| 4    | Egle / Kipp            | 859    |
| 5    | Forgan / Kirkby        | 706    |

| Rang | Nom        | Points |
| ---- | ---------- | ------ |
| 1    | Allemagne  | 540    |
| 2    | Autriche   | 446    |
| 3    | États-Unis | 410    |
| 4    | Lettonie   | 380    |
| 5    | Italie     | 300    |

### Classement classique et sprint
| Rang | Nom               | Points |
| ---- | ----------------- | ------ |
| 1    | Max Langenhan     | 710    |
| 2    | Kristers Aparjods | 660    |
| 3    | Jonas Müller      | 578    |
| 4    | Felix Loch        | 520    |
| 5    | Nico Gleirscher   | 491    |

| Rang | Nom               | Points |
| ---- | ----------------- | ------ |
| 1    | Max Langenhan     | 260    |
| 2    | Felix Loch        | 245    |
| 3    | Kristers Aparjods | 181    |
| 4    | David Gleirscher  | 171    |
| 5    | Wolfgang Kindl    | 167    |

| Rang | Nom               | Points |
| ---- | ----------------- | ------ |
| 1    | Julia Taubitz     | 734    |
| 2    | Anna Berreiter    | 651    |
| 3    | Madeleine Egle    | 622    |
| 4    | Elīna Ieva Vītola | 522    |
| 5    | Lisa Schulte      | 469    |

| Rang | Nom                | Points |
| ---- | ------------------ | ------ |
| 1    | Julia Taubitz      | 300    |
| 2    | Emily Sweeney      | 190    |
| 3    | Kendija Aparjode   | 186    |
| 4    | Natalie Maag       | 170    |
| 5    | Ashley Farquharson | 166    |

| Rang | Nom                 | Points |
| ---- | ------------------- | ------ |
| 1    | Steu / Kindl        | 741    |
| 2    | Wendl / Arlt        | 660    |
| 3    | Bots / Plūme        | 630    |
| 4    | Gatt / Schöpf       | 535    |
| 5    | Orlamünder / Gubitz | 534    |

| Rang | Nom                 | Points |
| ---- | ------------------- | ------ |
| 1    | Bots / Plūme        | 246    |
| 2    | Wendl / Arlt        | 225    |
| 2    | Steu / Kindl        | 225    |
| 4    | Orlamünder / Gubitz | 202    |
| 5    | Gatt / Schöpf       | 166    |

| Rang | Nom                    | Points |
| ---- | ---------------------- | ------ |
| 1    | Degenhardt / Rosenthal | 780    |
| 2    | Vötter / Oberhofer     | 725    |
| 3    | Eitberger / Schirmer   | 661    |
| 4    | Egle / Kipp            | 574    |
| 5    | Forgan / Kirkby        | 511    |

| Rang | Nom                  | Points |
| ---- | -------------------- | ------ |
| 1    | Egle / Kipp          | 285    |
| 2    | Vötter / Oberhofer   | 230    |
| 3    | Eitberger / Schirmer | 225    |
| 4    | Forgan / Kirkby      | 195    |
| 5    | Stetskiv / Moch      | 125    |

## Calendrier et podiums
| 1. Lake Placid (8 au 9 décembre 2023) |                                   |                                  |                                  |
| Épreuve                               | Vainqueur                         | Deuxième                         | Troisième                        |
| Hommes                                | Max Langenhan                     | Jonas Müller                     | Nico Gleirscher                  |
| Femmes                                | Madeleine Egle                    | Julia Taubitz                    | Summer Britcher                  |
| Doubles Hommes                        | Zachary DiGregorio Sean Hollander | Thomas Steu Wolfgang Kindl       | Juri Gatt Riccardo Schöpf        |
| Doubles Femmes                        | Selina Egle Lara Kipp             | Dajana Eitberger Saskia Schirmer | Andrea Vötter Marion Oberhofer   |
| Sprint Hommes                         | Max Langenhan                     | Felix Loch                       | Nico Gleirscher                  |
| Sprint Femmes                         | Julia Taubitz                     | Ashley Farquharson               | Emily Sweeney                    |
| Sprint Doubles Hommes                 | Mārtiņš Bots Roberts Plūme        | Thomas Steu Wolfgang Kindl       | Tobias Wendl Tobias Arlt         |
| Sprint Doubles Femmes                 | Selina Egle Lara Kipp             | Chevonne Forgan Sophia Kirkby    | Dajana Eitberger Saskia Schirmer |

| 2. Whistler (15 et 16 décembre 2023) | |                                                                                              | |
| Épreuve                              | Vainqueur                                                                                                   | Deuxième                                                                                     | Troisième                                                                                                   |
| Hommes                               | Max Langenhan                                                                                               | Jonas Müller                                                                                 | Kristers Aparjods                                                                                           |
| Femmes                               | Julia Taubitz                                                                                               | Anna Berreiter                                                                               | Merle Fräbel                                                                                                |
| Doubles Hommes                       | Tobias Wendl Tobias Arlt                                                                                    | Thomas Steu Wolfgang Kindl                                                                   | Hannes Orlamuender Paul Gubitz                                                                              |
| Doubles Femmes                       | Jessica Degenhardt Cheyenne Rosenthal                                                                       | Dajana Eitberger Saskia Schirmer                                                             | Andrea Vötter Marion Oberhofer                                                                              |
| Relais                               | Allemagne- Julia Taubitz - Tobias Wendl-Tobias Arlt - Max Langenhan - Jessica Degenhardt-Cheyenne Rosenthal | Autriche- Madeleine Egle - Thomas Steu-Wolfgang Kindl - Jonas Müller - Selina Egle-Lara Kipp | États-Unis- Emily Sweeney - Zachary DiGregorio-Sean Hollander - Tucker West - Chevonne Forgan-Sophia Kirkby |

| 3. Winterberg (6 et 7 janvier 2024) | |                                                                                           | |
| Épreuve                             | Vainqueur | Deuxième                                                                                  | Troisième |
| Hommes                              | Max Langenhan                                                                                                | Dominik Fischnaller                                                                       | Kristers Aparjods |
| Femmes                              | Madeleine Egle                                                                                               | Julia Taubitz                                                                             | Hannah Prock |
| Doubles Hommes                      | Juri Gatt Riccardo Schöpf                                                                                    | Tobias Wendl Tobias Arlt                                                                  | Hannes Orlamuender Paul Gubitz                                                                                          |
| Doubles Femmes                      | Jessica Degenhardt Cheyenne Rosenthal                                                                        | Andrea Vötter Marion Oberhofer                                                            | Selina Egle Lara Kipp                                                                                                   |
| Relais                              | Allemagne- Anna Berreiter - Tobias Wendl-Tobias Arlt - Max Langenhan - Jessica Degenhardt-Cheyenne Rosenthal | Autriche- Hannah Prock - Juri Gatt-Riccardo Schöpf - Jonas Müller - Selina Egle-Lara Kipp | États-Unis- Ashley Farquharson - Zachary DiGregorio-Sean Hollander - Jonathan Gustafson - Chevonne Forgan-Sophia Kirkby |

| 4. Innsbruck (13 et 14 janvier 2024) |                                                                                              | | |
| Épreuve                              | Vainqueur                                                                                    | Deuxième | Troisième |
| Hommes                               | Jonas Müller                                                                                 | Nico Gleirscher                                                                                             | Max Langenhan                                                                                                   |
| Femmes                               | Madeleine Egle                                                                               | Julia Taubitz                                                                                               | Anna Berreiter                                                                                                  |
| Doubles Hommes                       | Thomas Steu Wolfgang Kindl                                                                   | Mārtiņš Bots Roberts Plūme                                                                                  | Tobias Wendl Tobias Arlt                                                                                        |
| Doubles Femmes                       | Jessica Degenhardt Cheyenne Rosenthal                                                        | Andrea Vötter Marion Oberhofer                                                                              | Chevonne Forgan Sophia Kirkby                                                                                   |
| Relais                               | Autriche- Madeleine Egle - Thomas Steu-Wolfgang Kindl - Jonas Müller - Selina Egle-Lara Kipp | Allemagne- Julia Taubitz - Tobias Wendl-Tobias Arlt - Max Langenhan - Jessica Degenhardt-Cheyenne Rosenthal | Italie- Verena Hofer - Emanuel Rieder-Simon Kainzwaldner - Dominik Fischnaller - Andrea Vötter-Marion Oberhofer |

|                                                                      |  |  |  |  |  |  |
| Altenberg Championnats du monde de luge 2024 (26 au 28 janvier 2024) |  |  |  |  |  |  |
|                                                                      |  |  |  |  |  |  |

| 5. Altenberg (3 et 4 février 2024) | |                                                                                                  | |
| Épreuve                            | Vainqueur                                                                                                  | Deuxième                                                                                         | Troisième |
| Hommes                             | Max Langenhan                                                                                              | David Gleirscher                                                                                 | Kristers Aparjods |
| Femmes                             | Julia Taubitz                                                                                              | Elīna Ieva Vītola                                                                                | Lisa Schulte |
| Doubles Hommes                     | Juri Gatt Riccardo Schöpf                                                                                  | Thomas Steu Wolfgang Kindl                                                                       | Emanuel Rieder Simon Kainzwaldner |
| Doubles Femmes                     | Andrea Vötter Marion Oberhofer                                                                             | Anda Upīte Kitija Bogdanova                                                                      | Dajana Eitberger Saskia Schirmer |
| Relais                             | Lettonie- Elīna Ieva Vītola - Mārtiņš Bots-Roberts Plūme - Kristers Aparjods - Anda Upīte-Kitija Bogdanova | États-Unis- Emily Sweeney - Dana Kellogg-Frank Ike - Tucker West - Chevonne Forgan-Sophia Kirkby | Roumanie- Ioana-Corina Buzatoiu - Tudor-Ștefan Handaric-Sebastian Motzca - Valentin Crețu - Raluca Strămăturaru-Mihaela-Carmen Manolescu |

| 6. Oberhof I (10 et 11 février 2024) | | |                                                                                                  |
| Épreuve                              | Vainqueur | Deuxième                                                                                                  | Troisième                                                                                        |
| Hommes                               | Kristers Aparjods                                                                                                | Max Langenhan                                                                                             | David Gleirscher                                                                                 |
| Femmes                               | Merle Fräbel | Madeleine Egle                                                                                            | Julia Taubitz                                                                                    |
| Doubles Hommes                       | Thomas Steu Wolfgang Kindl                                                                                       | Hannes Orlamuender Paul Gubitz                                                                            | Tobias Wendl Tobias Arlt                                                                         |
| Doubles Femmes                       | Jessica Degenhardt Cheyenne Rosenthal                                                                            | Andrea Vötter Marion Oberhofer                                                                            | Selina Egle Lara Kipp                                                                            |
| Relais                               | Allemagne- Merle Fräbel - Hannes Orlamuender-Paul Gubitz - Max Langenhan - Jessica Degenhardt-Cheyenne Rosenthal | Lettonie- Kendija Aparjode - Mārtiņš Bots-Roberts Plūme - Kristers Aparjods - Anda Upīte-Kitija Bogdanova | Autriche- Madeleine Egle - Thomas Steu-Wolfgang Kindl - David Gleirscher - Selina Egle-Lara Kipp |

| 7. Oberhof II (17 et 18 février 2024) |                                  |                                  |                                       |
| Épreuve                               | Vainqueur                        | Deuxième                         | Troisième                             |
| Hommes                                | Jonas Müller                     | Max Langenhan                    | Felix Loch                            |
| Femmes                                | Julia Taubitz                    | Anna Berreiter                   | Madeleine Egle                        |
| Doubles Hommes                        | Thomas Steu Wolfgang Kindl       | Tobias Wendl Tobias Arlt         | Hannes Orlamuender Paul Gubitz        |
| Doubles Femmes                        | Dajana Eitberger Saskia Schirmer | Andrea Vötter Marion Oberhofer   | Jessica Degenhardt Cheyenne Rosenthal |
| Sprint Hommes                         | Max Langenhan                    | Jonas Müller                     | Wolfgang Kindl                        |
| Sprint Femmes                         | Julia Taubitz                    | Natalie Maag                     | Anna Berreiter                        |
| Sprint Doubles Hommes                 | Hannes Orlamuender Paul Gubitz   | Thomas Steu Wolfgang Kindl       | Tobias Wendl Tobias Arlt              |
| Sprint Doubles Femmes                 | Selina Egle Lara Kipp            | Dajana Eitberger Saskia Schirmer | Andrea Vötter Marion Oberhofer        |

| 8. Sigulda I (24 et 25 février 2024) |                                       |                                |                                   |
| Épreuve                              | Vainqueur                             | Deuxième                       | Troisième                         |
| Hommes                               | Felix Loch                            | Kristers Aparjods              | Max Langenhan                     |
| Femmes                               | Anna Berreiter                        | Elina Ieva Vitola              | Julia Taubitz                     |
| Doubles Hommes                       | Mārtiņš Bots Roberts Plūme            | Tobias Wendl Tobias Arlt       | Thomas Steu Wolfgang Kindl        |
| Doubles Femmes                       | Jessica Degenhardt Cheyenne Rosenthal | Andrea Vötter Marion Oberhofer | Dajana Eitberger Saskia Schirmer  |
| Sprint Hommes                        | Felix Loch                            | Kristers Aparjods              | David Gleirscher                  |
| Sprint Femmes                        | Julia Taubitz                         | Kendija Aparjode               | Emily Sweeney                     |
| Sprint Doubles Hommes                | Mārtiņš Bots Roberts Plūme            | Tobias Wendl Tobias Arlt       | Emanuel Rieder Simon Kainzwaldner |
| Sprint Doubles Femmes                | Andrea Vötter Marion Oberhofer        | Selina Egle Lara Kipp          | Dajana Eitberger Saskia Schirmer  |

| 9. Sigulda II (2 et 3 mars 2024) | | | |
| Épreuve                          | Vainqueur                                                                                                 | Deuxième                                                                                              | Troisième |
| Hommes                           | Kristers Aparjods                                                                                         | Felix Loch                                                                                            | Nico Gleirscher                                                                                                  |
| Femmes                           | Elīna Ieva Vītola                                                                                         | Anna Berreiter                                                                                        | Merle Fräbel |
| Doubles Hommes                   | Mārtiņš Bots Roberts Plūme                                                                                | Tobias Wendl Tobias Arlt                                                                              | Thomas Steu Wolfgang Kindl                                                                                       |
| Doubles Femmes                   | Jessica Degenhardt Cheyenne Rosenthal                                                                     | Dajana Eitberger Saskia Schirmer                                                                      | Selina Egle Lara Kipp                                                                                            |
| Relais                           | Allemagne- Anna Berreiter - Tobias Wendl-Tobias Arlt - Felix Loch - Jessica Degenhardt-Cheyenne Rosenthal | Lettonie- Elīna Ieva Vītola - Mārtiņš Bots-Roberts Plūme - Kristers Aparjods - Anda Upīte-Zane Kaluma | États-Unis- Ashley Farquharson - Zachary DiGregorio-Sean Hollander - Tucker West - Chevonne Forgan-Sophia Kirkby |

### Résultats officiels
1. ↑  (en) « Lake Placid : WC Men's Singles », sur fil-luge.org, 8 décembre 2023 (consulté le 15 décembre 2023).
2. ↑  (en) « Lake Placid : WC Women's Singles », sur fil-luge.org, 8 décembre 2023 (consulté le 15 décembre 2023).
3. ↑  (en) « Lake Placid : WC Men's Doubles », sur fil-luge.org, 8 décembre 2023 (consulté le 15 décembre 2023).
4. ↑  (en) « Lake Placid : WC Women's Doubles », sur fil-luge.org, 8 décembre 2023 (consulté le 15 décembre 2023).
5. ↑  (en) « Lake Placid : Sprint WC Men's Singles », sur fil-luge.org, 9 décembre 2023 (consulté le 15 décembre 2023).
6. ↑  (en) « Lake Placid : Sprint WC Women's Singles », sur fil-luge.org, 9 décembre 2023 (consulté le 15 décembre 2023).
7. ↑  (en) « Lake Placid : Sprint WC Men's Doubles », sur fil-luge.org, 9 décembre 2023 (consulté le 15 décembre 2023).
8. ↑  (en) « Lake Placid : Sprint WC Women's Doubles », sur fil-luge.org, 9 décembre 2023 (consulté le 15 décembre 2023).
9. ↑  (en) « Whistler : WC Men's Singles », sur fil-luge.org, 15 décembre 2023 (consulté le 18 décembre 2023).
10. ↑  (en) « Whistler : WC Women's Singles », sur fil-luge.org, 16 décembre 2023 (consulté le 18 décembre 2023).
11. ↑  (en) « Whistler : WC Men's Doubles », sur fil-luge.org, 15 décembre 2023 (consulté le 18 décembre 2023).
12. ↑  (en) « Whistler : WC Women's Doubles », sur fil-luge.org, 15 décembre 2023 (consulté le 18 décembre 2023).
13. ↑  (en) « Whistler : Team Relay World Cup », sur fil-luge.org, 16 décembre 2023 (consulté le 7 janvier 2024).
14. ↑  (en) « Winterberg : WC Men's Singles », sur fil-luge.org, 7 janvier 2024 (consulté le 9 janvier 2024).
15. ↑  (en) « Winterberg : WC Women's Singles », sur fil-luge.org, 6 janvier 2024 (consulté le 9 janvier 2024).
16. ↑  (en) « Winterberg : WC Men's Doubles », sur fil-luge.org, 6 janvier 2024 (consulté le 9 janvier 2024).
17. ↑  (en) « Winterberg : WC Women's Doubles », sur fil-luge.org, 6 janvier 2024 (consulté le 9 janvier 2024).
18. ↑  (en) « Winterberg : Team Relay World Cup », sur fil-luge.org, 7 janvier 2024 (consulté le 9 janvier 2024).
19. ↑  (en) « Innsbruck : WC Men's Singles », sur fil-luge.org, 14 janvier 2024 (consulté le 16 janvier 2024).
20. ↑  (en) « Innsbruck : WC Women's Singles », sur fil-luge.org, 13 janvier 2024 (consulté le 16 janvier 2024).
21. ↑  (en) « Innsbruck : WC Men's Doubles », sur fil-luge.org, 13 janvier 2024 (consulté le 16 janvier 2024).
22. ↑  (en) « Innsbruck : WC Women's Doubles », sur fil-luge.org, 13 janvier 2024 (consulté le 14 janvier 2024).
23. ↑  (en) « Innsbruck : Team Relay World Cup », sur fil-luge.org, 14 janvier 2024 (consulté le 16 janvier 2024).
24. ↑  (en) « Altenberg : WC Men's Singles », sur fil-luge.org, 3 février 2024 (consulté le 9 février 2024).
25. ↑  (en) « Altenberg : WC Women's Singles », sur fil-luge.org, 4 février 2024 (consulté le 9 février 2024).
26. ↑  (en) « Altenberg : WC Men's Doubles », sur fil-luge.org, 3 février 2024 (consulté le 9 février 2024).
27. ↑  (en) « Altenberg : WC Women's Doubles », sur fil-luge.org, 3 février 2024 (consulté le 9 février 2024).
28. ↑  (en) « Altenberg : Team Relay World Cup », sur fil-luge.org, 4 février 2024 (consulté le 9 février 2024).
29. ↑  (en) « Oberhof I : WC Men's Singles », sur fil-luge.org, 11 février 2024 (consulté le 13 février 2024).
30. ↑  (en) « Oberhof I : WC Women's Singles », sur fil-luge.org, 10 février 2024 (consulté le 13 février 2024).
31. ↑  (en) « Oberhof I : WC Men's Doubles », sur fil-luge.org, 10 février 2024 (consulté le 13 février 2024).
32. ↑  (en) « Oberhof I : WC Women's Doubles », sur fil-luge.org, 10 février 2024 (consulté le 13 février 2024).
33. ↑  (en) « Oberhof I : Team Relay World Cup », sur fil-luge.org, 11 février 2024 (consulté le 13 février 2024).
34. ↑  (en) « Oberhof II : WC Men's Singles », sur fil-luge.org, 17 février 2024 (consulté le 19 février 2024).
35. ↑  (en) « Oberhof II : WC Women's Singles », sur fil-luge.org, 18 février 2024 (consulté le 19 février 2024).
36. ↑  (en) « Oberhof II : WC Men's Doubles », sur fil-luge.org, 17 février 2024 (consulté le 19 février 2024).
37. ↑  (en) « Oberhof II : WC Women's Doubles », sur fil-luge.org, 17 février 2024 (consulté le 19 février 2024).
38. ↑  (en) « Oberhof II : Sprint WC Men's Singles », sur fil-luge.org, 18 février 2024 (consulté le 19 février 2024).
39. ↑  (en) « Oberhof II : Sprint WC Women's Singles », sur fil-luge.org, 18 février 2024 (consulté le 19 février 2024).
40. ↑  (en) « Oberhof II : Sprint WC Men's Doubles », sur fil-luge.org, 18 février 2024 (consulté le 19 février 2024).
41. ↑  (en) « Oberhof II : Sprint WC Women's Doubles », sur fil-luge.org, 18 février 2024 (consulté le 19 février 2024).
42. ↑  (en) « Sigulda I : WC Men's Singles », sur fil-luge.org, 25 février 2024 (consulté le 27 février 2024).
43. ↑  (en) « Sigulda I : WC Women's Singles », sur fil-luge.org, 24 février 2024 (consulté le 27 février 2024).
44. ↑  (en) « Sigulda I : WC Men's Doubles », sur fil-luge.org, 24 février 2024 (consulté le 27 février 2024).
45. ↑  (en) « Sigulda I : WC Women's Doubles », sur fil-luge.org, 24 février 2024 (consulté le 27 février 2024).
46. ↑  (en) « Sigulda I : Sprint WC Men's Singles », sur fil-luge.org, 25 février 2024 (consulté le 27 février 2024).
47. ↑  (en) « Sigulda I : Sprint WC Women's Singles », sur fil-luge.org, 25 février 2024 (consulté le 27 février 2024).
48. ↑  (en) « Sigulda I : Sprint WC Men's Doubles », sur fil-luge.org, 25 février 2024 (consulté le 27 février 2024).
49. ↑  (en) « Sigulda I : Sprint WC Women's Doubles », sur fil-luge.org, 25 février 2024 (consulté le 27 février 2024).
50. ↑  (en) « Sigulda II : WC Men's Singles », sur fil-luge.org, 3 mars 2024 (consulté le 5 mars 2024).
51. ↑  (en) « Sigulda II : WC Women's Singles », sur fil-luge.org, 3 mars 2024 (consulté le 5 mars 2024).
52. ↑  (en) « Sigulda II : WC Men's Doubles », sur fil-luge.org, 2 mars 2024 (consulté le 5 mars 2024).
53. ↑  (en) « Sigulda II : WC Women's Doubles », sur fil-luge.org, 2 mars 2024 (consulté le 5 mars 2024).
54. ↑  (en) « Sigulda II : Team Relay World Cup », sur fil-luge.org, 3 mars 2024 (consulté le 5 mars 2024).